# Sarah Wilhite Parsons
Sarah Wilhite Parsons, född Wilhite 20 juli 1995 i Eden Prairie, USA är en volleybollspelare (spiker).
Wilhite Parsons började spela för ett lokalt skollag och därefter spelade hon med University of Minnesotas lag Minnesota Golden Gophers i NCAA Division I 2013-2017. Hennes proffskarriär har omfattat spel med UYBA Volley i Serie A1, Italien (2017-2018), Allianz MTV Stuttgart i Volleyball-Bundesliga, Tyskland (2018-2019), Associação Vôlei Bauru i Superliga Brasileira de Voleibol, Brasilien (2019-2020), Nilüfer Belediyespor i Sultanlar Ligi, Turkiet (2020-2021) och NEC Red Rockets i  V.League Division 1, Japan (2021-). Med Allianz MTV Stuttgart blev Wilhite Parsons tysk mästare.
Hon har spelat med USA:s damlandslag i volleyboll sedan 2018.